# مارشال وارن نایرنبرگ
مارشال وارن نیرنبرگ (انگلیسی: Marshall Warren Nirenberg؛ زاده ۱۰ آوریل ۱۹۲۷ درگذشته ۱۵ ژانویهٔ ۲۰۱۰) یک زیست‌شیمی‌دان و نسل‌شناس اهل ایالات متحده آمریکا و کاشف رمزهای ژنتیکی بود.